# カンクン国際空港
カンクン国際空港（カンクンこくさいくうこう、スペイン語:Aeropuerto Internacional de Cancún）は、ユカタン半島にありカリブ海に面するメキシコ合衆国キンタナ・ロー州カンクンにある国際空港。

## 概要
カンクンはメキシコ政府の国家プロジェクトとして1970年に建設が開始された観光都市で、カンクン国際空港は観光客の輸送を担う施設として1974年に開港した。空港はカンクン南部に立地している。現在はメキシコを代表する観光地に発展しており、アメリカ人を筆頭に外国人の利用が多い。旅客数はメキシコの空港としてはメキシコ・シティ国際空港に次いで第2位である。
現在空港はメキシコ国内で最も重要な空港の一つとして整備が進んでおり、4つの旅客ターミナルを持っている。ターミナル1は国内を含む北米からのチャーター便、ターミナル2は国内定期線と一部の国際線、ターミナル3は北米やヨーロッパからの国際定期便に利用されている。ターミナル4は2017年に完成した新しい施設である。搭乗口は4つのターミナル合わせて62である。滑走路は1500m離れて2本配置されており同時に発着することが可能である。
空港の運営はメリダ国際空港、ベラクルス国際空港、ビヤエルモサ国際空港、ソソコトラン国際空港などと共にASURによって行われている。

## 利用実績
2019年の旅客数は約2548万人でメキシコの空港としてメキシコシティ国際空港(5030万人)に次いで第２位だった。
| 順位 | 都市                      | 旅客数  |
| ---- | ------------------------- | ------- |
| 1    | ニューヨーク              | 303,708 |
| 2    | ヒューストン              | 269,950 |
| 3    | ダラス                    | 260,831 |
| 4    | マイアミ                  | 246,856 |
| 5    | アトランタ                | 178,155 |
| 6    | シカゴ                    | 170,042 |
| 7    | シャーロット              | 158,915 |
| 8    | マドリード                | 154,321 |
| 9    | ロサンゼルス              | 137,694 |
| 10   | フィラデルフィア          | 134,031 |
| 11   | デンバー                  | 120,755 |
| 12   | ミネアポリス/セントポール | 101,800 |
| 13   | デトロイト                | 95,641  |
| 14   | モントリオール            | 84,005  |
| 15   | トロント                  | 82,090  |

## ターミナル
- ターミナル1は1974年の開港当時からある古い建物だが改修されている。7つの搭乗口がある。
- ターミナル2は2014年に増築された。22の搭乗口がある。
- ターミナル3は2007年完成した。2016年に増築された。21の搭乗口がある。
- ターミナル4は2017年に完成した最新のターミナルで12の搭乗口がある。

## 就航路線
| 航空会社                     | 就航地 |
| ---------------------------- | --- |
| ボラリス                     | アグアスカリエンテス、ボゴタ、チワワ、シウダーフアレス、クリアカン、グアダラハラ、グアテマラシティ、エルモシージョ、ヒューストン、レオン、メヒカリ、メキシコシティ、モンテレイ、モレリア、オアハカ、プエブラ、ケレタロ、サンルイスポトシ、ティフアナ、トゥストラ・グティエレス、ベラクルス、ビヤエルモサ 季節: アトランタ、シンシナティ、カンザスシティ、メンフィス |
| ビバアエロブス               | アカプルコ、ボゴタ、チワワ、シウダーフアレス、クリアカン、グアダラハラ、レオン、メデジン、メキシコシティ、モンテレイ、プエブラ、ケレタロ、レイノサ、サンルイスポトシ、ティフアナ、トルーカ、トレオン、トゥストラ・グティエレス 季節: カマグエイ、シンシナティ、ハバナ、サンホセ                                                                                     |
| マグニチャーターズ           | グアダラハラ、レオン、メキシコシティ、モンテレイ 季節: アグアスカリエンテス、チワワ、メリダ、ヌエボラレド、プエブラ、ケレタロ、サンルイスポトシ |
| アエロメヒコ航空             | グアダラハラ、メキシコシティ 季節: サンパウロ |
| アエロマール航空             | フローレス、ハバナ、ビヤエルモサ |
| マヤ・エア                   | チェトゥマル、コスメル、メリダ |
| アメリカン航空               | オースティン、シャーロット、シカゴ/オヘア、ダラス、ロサンゼルス、マイアミ、ニューヨーク/JFK、フィラデルフィア、フェニックス 季節: ボストン、コロンバス、インディアナポリス、カンザスシティ、ローリー/ダーラム、セントルイス |
| デルタ航空                   | アトランタ、ボストン、デトロイト、ロサンゼルス、ミネアポリス、ニューヨーク/JFK、ソルトレイクシティ、シアトル |
| ユナイテッド航空             | シカゴ/オヘア、クリーブランド、デンバー、ヒューストン、ロサンゼルス、ニューアーク、サンフランシスコ、ワシントン/ダレス |
| フロンティア航空             | アトランタ、ボルチモア、ボストン、バッファロー、シカゴ/オヘア、シンシナティ、クリーブランド、デンバー、ヒューストン/ホビー、マイアミ、ミネアポリス、オーランド、フィラデルフィア、プロビデンス、セントルイス 季節: コロンバス、ダラス、デトロイト、ハートフォード、インディアナポリス、カンザスシティ、ローリー/ダーラム                                            |
| スピリット航空               | オースティン、ボルチモア、シカゴ/オヘア、クリーブランド、ダラス、デトロイト、フォートローダーデール、ヒューストン、ミルウォーキー、ナッシュビル、ニューオーリンズ、オーランド、フィラデルフィア、ピッツバーグ、セントルイス 季節: アトランティックシティ |
| サウスウエスト航空           | ボルチモア、シカゴ/オヘア、シカゴ/ミッドウェー、デンバー、フォートローダーデール、ヒューストン、インディアナポリス、カンザスシティ、フェニックス、セントルイス 季節: オースティン、コロンバス、ミルウォーキー、ナッシュビル、ピッツバーグ、サンアントニオ |
| ジェットブルー航空           | オースティン、ボストン、フォートローダーデール、ハートフォード、ロサンゼルス、ナッシュビル、ニューアーク、ニューヨーク/JFK、オーランド、ローリー/ダーラム、タンパ 季節: ラスベガス、サクラメント、サンフランシスコ |
| サンカントリー航空           | ミネアポリス 季節: オースティン、ダラス、ヒューストン、ミルウォーキー、サンアントニオ |
| アラスカ航空                 | 季節: ロサンゼルス、ポートランド、サンディエゴ、サンフランシスコ、シアトル |
| エア・カナダ                 | カルガリー、モントリオール、トロント 季節: オタワ、バンクーバー、ウィニペグ |
| エア・トランザット           | モントリオール、トロント 季節: ハリファックス、ハミルトン、ロンドン(ON) |
| サンウィング航空             | モントリオール、トロント 季節: カルガリー、エドモントン、フレデリクトン、ハリファックス、ハミルトン、オタワ、ケベックシティ、サスカトゥーン、セントジョンズ、バンクーバー、ウィニペグ |
| ウエストジェット航空         | カルガリー、トロント、バンクーバー 季節: エドモントン、ハリファックス、ケロウナ、オタワ、サスカトゥーン、ビクトリア、ウィニペグ |
| コパ航空                     | パナマシティ |
| アビアンカ航空               | ボゴタ |
| アビアンカ・エルサルバドル   | サンサルバドル |
| コンビアサ航空               | カラカス |
| アルゼンチン航空             | ブエノスアイレス |
| ゴル航空                     | ブラジリア |
| LATAM ブラジル               | サンパウロ |
| LATAM チリ                   | サンティアゴ |
| LATAM ペルー                 | リマ |
| ブリティッシュ・エアウェイズ | ロンドン/ガトウィック |
| TUIエアウェイズ              | バーミンガム、ロンドン/ガトウィック、マンチェスター |
| KLMオランダ航空              | 季節: アムステルダム |
| TUIフライ・ネーデルラント    | アムステルダム |
| エールフランス               | パリ |
| ルフトハンザ航空             | フランクフルト |
| コンドル航空                 | フランクフルト |
| TUIフライ・ベルギー          | ブリュッセル |
| オーストリア航空             | 季節: ウィーン |
| エーデルワイス航空           | チューリッヒ |
| ネオス航空                   | ローマ |
| エア・ヨーロッパ (スペイン)  | マドリッド |
| ワモス・エア                 | マドリッド |
| レベル航空                   | 季節: バルセロナ |
| TAPポルトガル航空            | リスボン |
| LOTポーランド航空            | 季節: ワルシャワ |
| ターキッシュ エアラインズ    | イスタンブール |
| アエロフロート・ロシア航空   | モスクワ |
| ノードウィンド航空           | モスクワ |
| ウクライナ国際航空           | 季節: キエフ |

### 貨物
| 航空会社                           | 就航地                                                   |
| ---------------------------------- | -------------------------------------------------------- |
| アメリジェット・インターナショナル | ベリーズシティ、シウダ・デル・カルメン、メリダ、マイアミ |
| エスタフェタ・カルガ・アエリア     | メリダ、マイアミ                                         |
| フェデックス・エクスプレス         | マイアミ                                                 |

## 拡張
空港を管理するASURは、増え続ける旅客に対処するため空港設備の拡張を継続的に行っている。2007年にターミナル3が完成した。これによって旅客の処理能力が倍増した。2009年には新しい滑走路と管制塔か完成した。この新滑走路は長さが2800m、幅45mで既にあった滑走路の北側に建設された。新しい管制塔の高さは97mでラテンアメリカで最も高い管制塔となった。2017年にはターミナル4が完成した。
ASURはカンクン国際空港を貨物航路の拠点とする計画をスタートさせた。この計画は3つの段階に分かれており、最終的には新しい貨物ターミナルは年間21万トンの処理能力を備える予定である。

## 事故
2009年9月9日、カンクン国際空港からメキシコ・シティ国際空港に向かっていたアエロメヒコ航空機がハイジャックされるという事件が発生した。

## ギャラリー

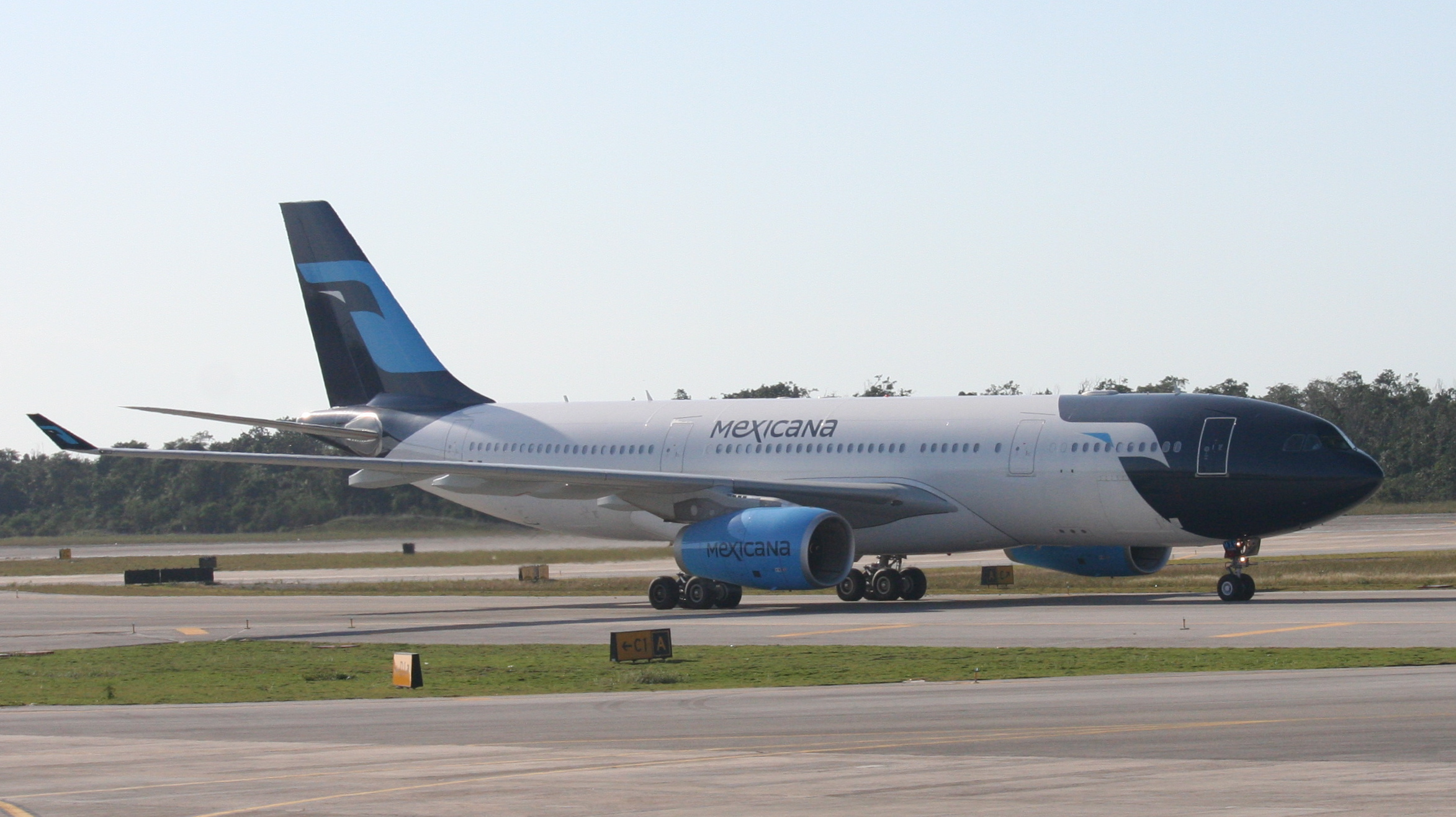
メキシカーナ航空A330型機
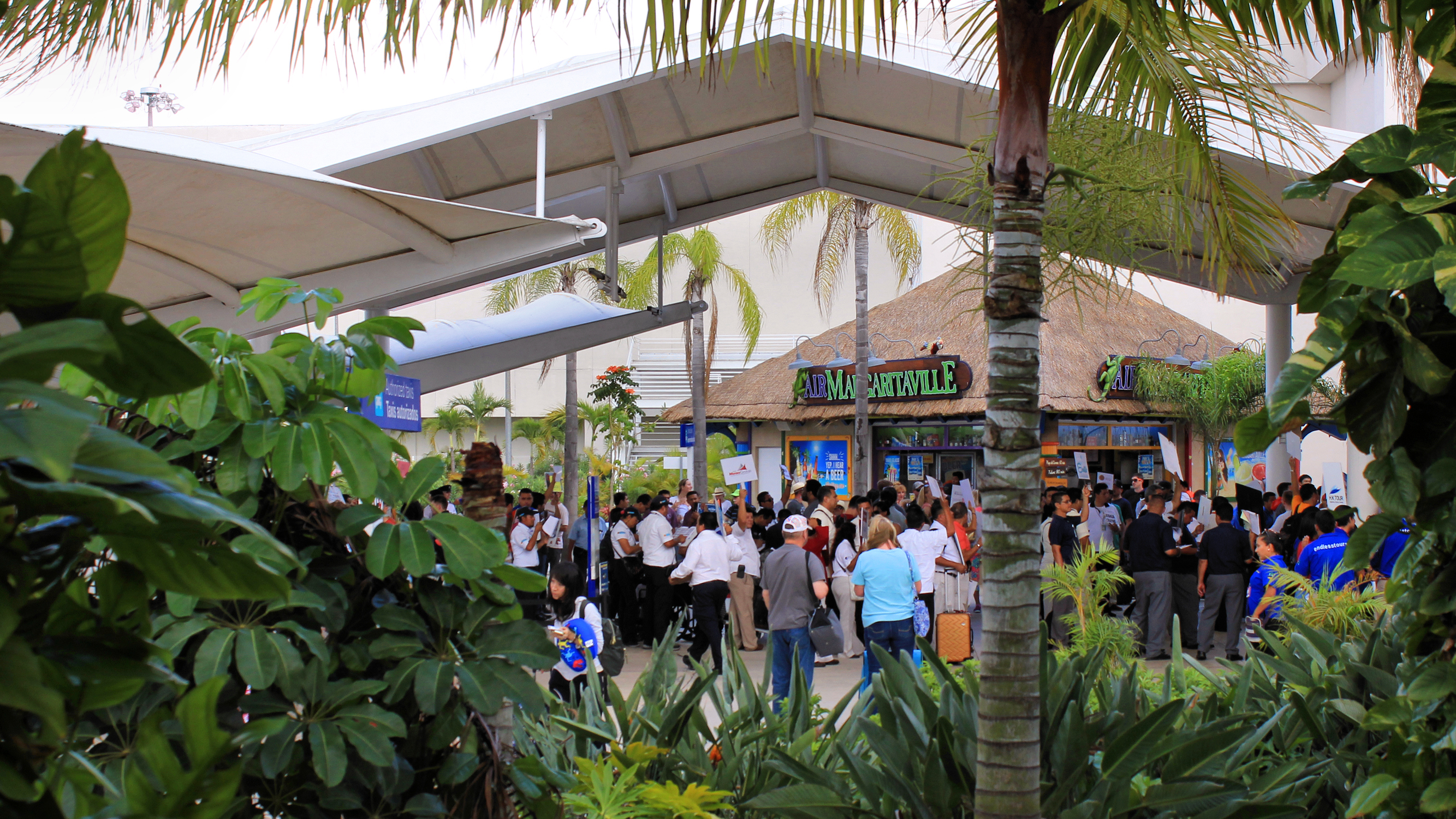
到着エリア
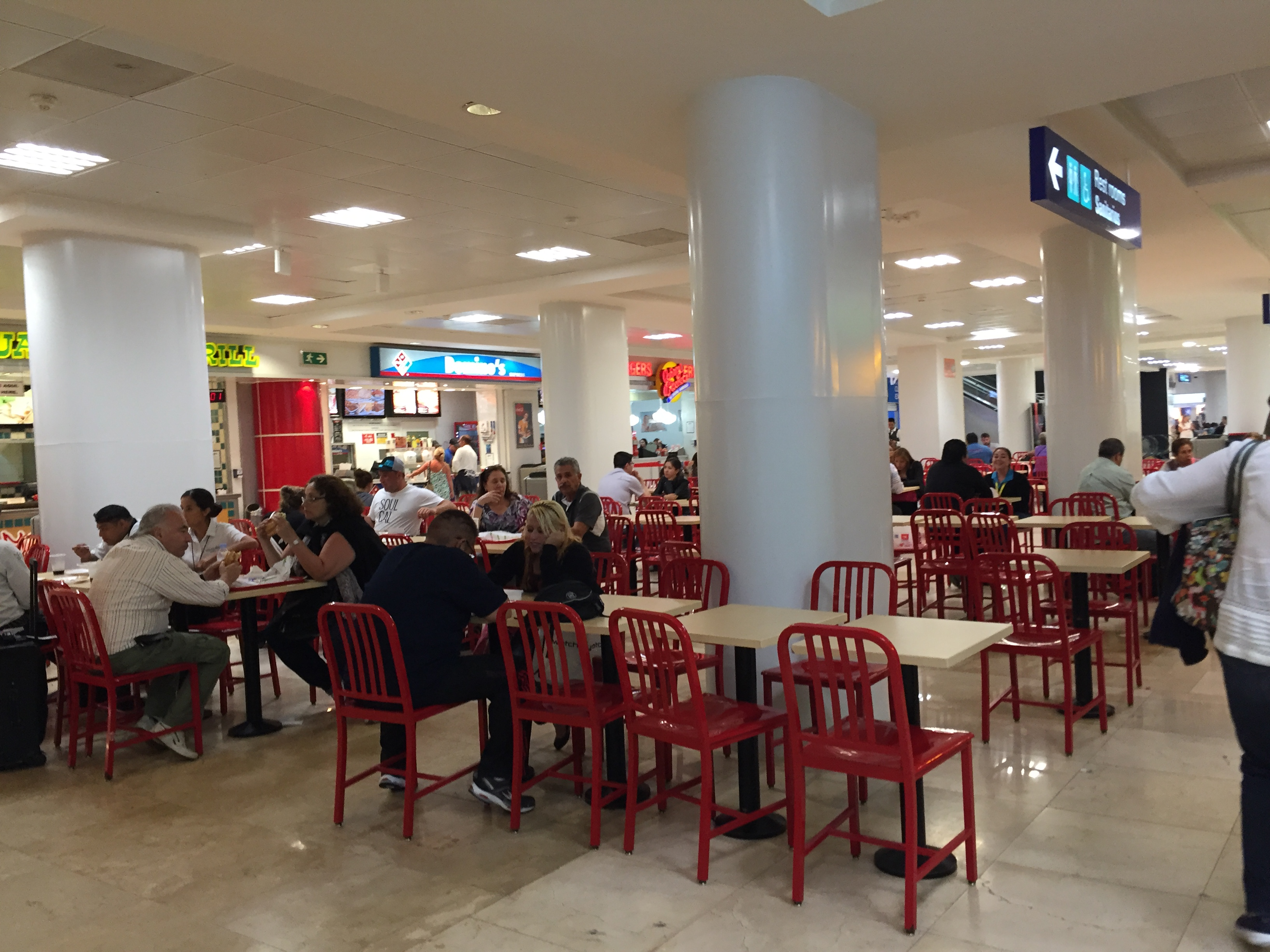
ターミナル2
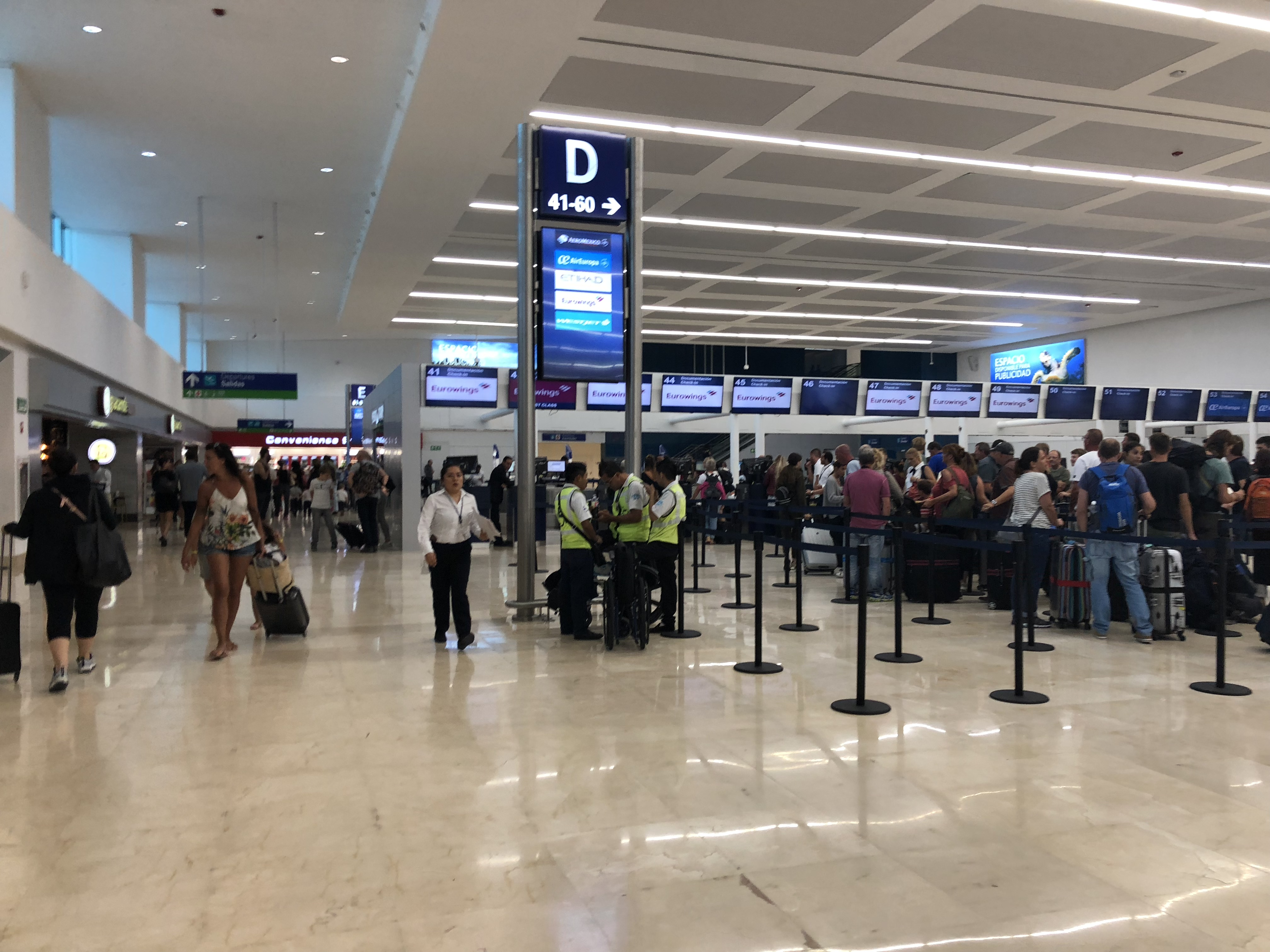
ターミナル4